# Wälder bei Büren
Wälder bei Büren este o arie protejată (arie specială de conservare — SAC, sit de importanță comunitară — SCI) din Germania întinsă pe o suprafață de 1.231,5 ha, integral pe uscat.

## Localizare
Centrul sitului Wälder bei Büren este situat la coordonatele 51°33′40″N 8°36′15″E / 51.5611°N 8.6042°E.

## Înființare
Situl Wälder bei Büren a fost declarat sit de importanță comunitară în martie 2001 pentru a proteja un număr necunoscut de specii din flora spontană și fauna sălbatică aflate în arealul zonei. Situl a fost protejat și ca arie specială de conservare în octombrie 2007.

## Biodiversitate
Situată în ecoregiunea continentală, aria protejată conține 1 habitat natural: Păduri de fag Asperulo-Fagetum.
La baza desemnării sitului se află un număr nedeclarat de specii protejate.